# Dancing (canción de Elisa Toffoli)
«Dancing» es el cuarto y último sencillo de Luego viene el sol, tercer álbum de la cantautora italiana Elisa Toffoli.
La pieza se incluyó en los primeros grandes éxitos de la banda sonora Soundtrack '96 -'06 en 2006 y aparece en la banda sonora de la película Casomai de Alessandro D'Alatri y en la versión italiana de la película A Time for Dancing de Peter Gilbert.

## Publicación
En el momento del lanzamiento, el sencillo tenía una difusión de radio solamente, pero inicialmente se anunció un lanzamiento comercial en CD.
Tras los acuerdos entre Sugar y una compañía discográfica estadounidense, el catálogo de la casa milanesa, que incluye las canciones de Elisa, también estuvo disponible en los Estados Unidos.
En 2007, la canción Dancing se eligió como música de fondo para una coreografía del programa de televisión ¿So You Think You Can Dance? (un show de talentos centrado en la danza), ballet que llegó entre los finalistas, finalizando cuarto. La canción de Elisa se hizo tan popular que llevó a la publicación de un EP en el futuro inmediato y, después de unos meses, de la colección Dancing en Estados Unidos y Canadá, luego respaldada por una gira por varias ciudades de América del Norte.

## Vídeo musical
La grabación de una actuación en vivo celebrada en Camden Town, cerca de Londres, se publicó como un video musical. Este video se incluyó en el DVD de la colección Soundtrack '96 -'06.
La balada arranca con un piano suave, un ritmo de batería y percusión, el bajo, la guitarra y unos efectos de teclado sobre los que la suave y delicada voz de la solista desgrana la canción con gran emotividad.
para aprender inglés y grabar su primer disco Pipes & Flowers que será todo un éxito en Italia y que la consiguen el puesto de telonera en la gira de Eros Ramazzotti. En el año 2001 se presenta al Festival de San Remo con Luce (Tramonti a nord est) que le dará la victoria. Con este éxito la expectación es grande por su tercer disco," Luego viene el sol "que tendrá un gran éxito internacional gracias a esta Dancing.
En 2003 Lotus será su cuarto disco e iniciará una gira por toda Europa y América que le permitirá vender más de un millón de discos. Desde entonces no ha parado de participar en proyectos tanto musicales como cinematográficos que la mantienen en la primera línea del panorama artístico italiano.

## En la cultura popular
- En 2006, la canción se usó como la música solista de Jessica Fernández en el exitoso programa So You Think You Can Dance cuando se colocó entre los tres últimos.
- En 2007, fue utilizado de nuevo en So You Think You Can Dance, por primera vez por Jaimie Goodwin como su canción de audición en Nueva York y en segundo lugar en el Top 20 muestran bailado por Lacey Schwimmery Kameron Bink y coreografía de Mia Michaels, Ambos en la tercera temporada.
- En 2008, Kelli Baker lo usó como su canción de audición en Utah para la cuarta temporada de So You Think You Can Dance.
- En la película de 2012 Step Up Revolution , una escena incluye a la protagonista Emily (Kathryn McCormick) bailando esta canción para una audición para una compañía de danza contemporánea encabezada por Olivia Brown (Mia Michaels).